# Fred Hechinger

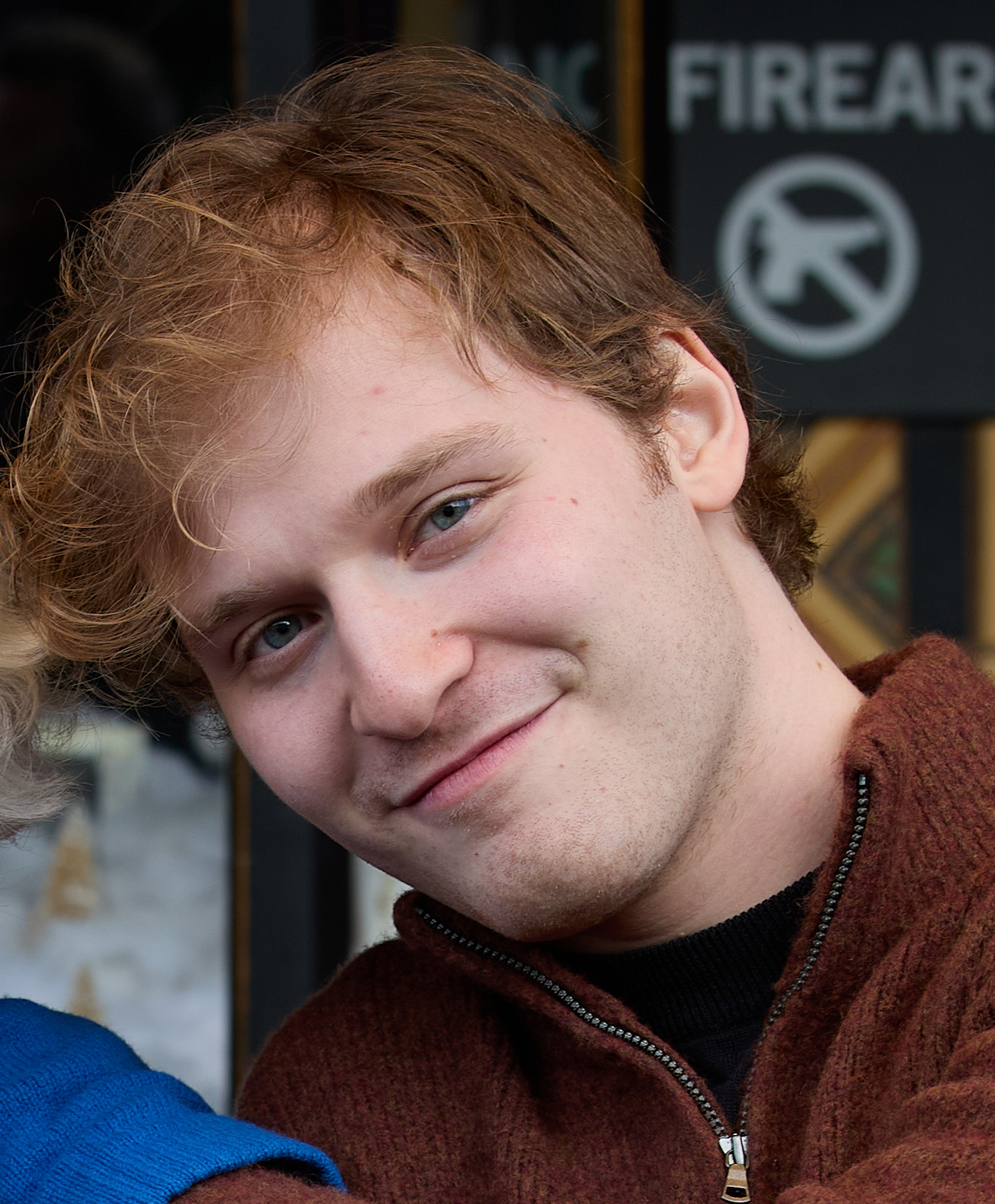
Fred Hechinger (2024)

Fred Hechinger [ˈhɛkɪndʒər] (* 2. Dezember 1999 in New York City) ist ein US-amerikanischer Schauspieler.

## Leben und Karriere
Hechinger wurde im New Yorker Stadtviertel Manhattan geboren und wuchs auf der Upper East Side auf. Seine Familie ist jüdisch und aus dem Printmedien-Gewerbe bekannt. So war sein in Nürnberg geborener Großvater, der 1936 in die Vereinigten Staaten emigriert war, Redakteur des Bildungsbereichs der New York Times; seine Mutter, Sarah Rozen, ist preisgekrönte Fotoregisseurin und sein Vater Rundfunkjournalist. Mütterlicherseits ist er auch mit der Filmkritikerin Leah Rozen verwandt. Hechinger selbst war zunächst Kinderreporter. Er besuchte die Saint Ann’s School in Brooklyn zusammen mit Lucas Hedges und Maya Hawke, mit der er später auch in mehreren Filmen gemeinsam vor der Kamera stand. Zum Schauspiel kam er, nachdem ihn ein Familienfreund bei seiner Bar Mitzwa zu der Show der Improgruppe Upright Citizens Brigade einlud. Seine erste Lehrerin bei der UCB war Natasha Rothwell.
Ab 2018 war Hechinger bereits in einigen Filmrollen zu sehen wie in Eighth Grade, Human Capital und 2020 in Neues aus der Welt neben Tom Hanks. 2021 erschienen mehrere Produktionen mit ihm, die bereits in den drei vorangegangenen Jahren gedreht und teilweise durch die Covid-19-Pandemie verzögert veröffentlicht wurden, so auf Netflix der Film The Woman in the Window und die Fear-Street-Trilogie; außerdem hatte er eine Hauptrolle in der Serie The White Lotus. In Pam & Tommy verkörpert er den Internet-Pionier Seth Warshavsky, der das Sextape der titelgebenden Hauptpersonen verbreitet hatte.
2024 spielte er in mehreren Kinofilmen, unter anderen Ridley Scotts Sequel Gladiator II als Caracalla neben Joseph Quinn und dem Marvel-Film Kraven the Hunter neben Aaron Taylor-Johnson.

## Filmografie (Auswahl)
- 2018: Eighth Grade
- 2018: Alex Strangelove
- 2018: Vox Lux
- 2019: Human Capital
- 2020: Let Them All Talk
- 2020: Neues aus der Welt (News of the World)
- 2021: The Woman in the Window
- 2021: The Underground Railroad (Miniserie, 2 Episoden)
- 2021: Italian Studies
- 2021: Fear Street – Teil 1: 1994 (Fear Street Part One: 1994)
- 2021: Fear Street – Teil 2: 1978 (Fear Street Part Two: 1978)
- 2021: Fear Street – Teil 3: 1666 (Fear Street Part Three: 1666)
- 2021: The White Lotus (Fernsehserie, 6 Episoden)
- 2022: Pam & Tommy (Fernsehserie, 4 Episoden)
- 2022: Butcher’s Crossing
- 2022: Der denkwürdige Fall des Mr Poe (The Pale Blue Eye)
- 2023: Hell of a Summer
- 2024: Thelma – Rache war nie süßer (Thelma)
- 2024: Y2K
- 2024: Nickel Boys
- 2024: Pavements
- 2024: Gladiator II
- 2024: Kraven the Hunter